# Matteo Brunetti

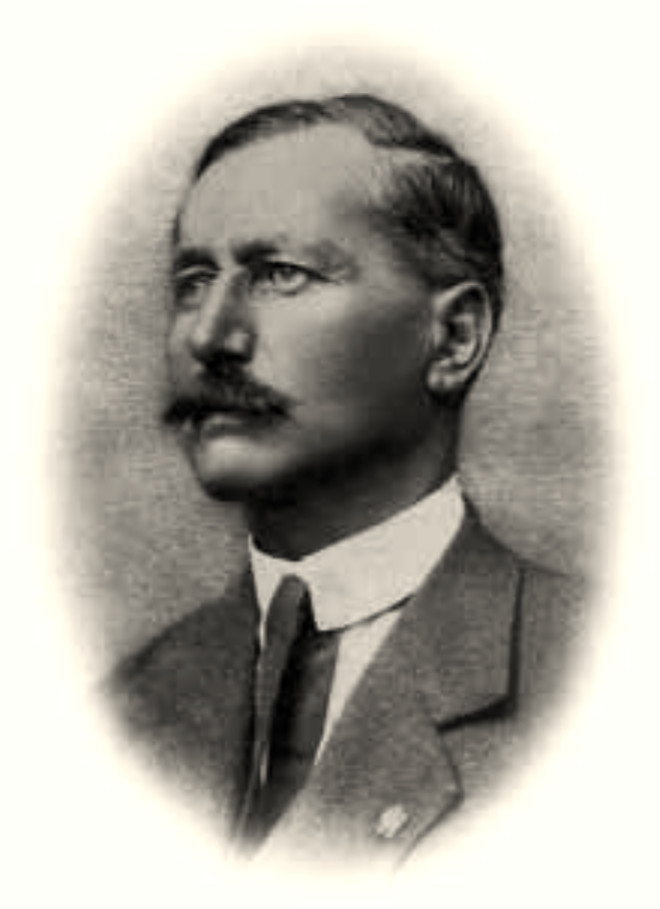
Matteo Brunetti

Matteo Brunetti (furlanisch: Sciòr Teu; * 16. Januar 1870 in Tausia (Treppo Carnico); † 26. Juni 1941 in Paluzza) war ein italienischer Land- und Forstwirt, Bürgermeister, Unternehmer und Mäzen.

## Werdegang
Matteo Brunetti wurde im Weiler Tausia geboren, doch seine Familie zog kurz darauf nach Paluzza in ein Haus in der Via Roma. Die Familie war wohlhabend und betrieb mehrere Berghütten, einen Weingroßhandel, die Waldnutzung und Marmorsteinbrüche. Nach seinem Abschluss in Landwirtschaft in Udine entwickelte er sich zu einem erfahrenen Landwirt und wandte neue Methoden beim Betrieb der Promosio-Hütte an, die zu einem Vorbild in der Branche wurde. Ab 1893 war er über zwanzig Jahre lang Stadtrat von Paluzza und von 1895 bis 1898 auch Bürgermeister der Gemeinde. Er war ein Verfechter und Unterstützer sozialer Institutionen wie der Società Elettrica Cooperativa Alto But und der Scuola di Disegno Professionale. Mit einer großzügigen Spende legte er 1941 den Grundstein für den Bau des Alten- und Behindertenheims von Alto But. Er starb am 26. Juni 1941 im Alter von 71 Jahren in Paluzza.

### Erster Weltkrieg
Während des Ersten Weltkriegs verlief die Karnienfront über den von der Familie Brunetti bewirtschafteten Bergrücken, der mit Bombentrichtern und Stacheldrahtverhauen übersät und landwirtschaftlich daher nicht nutzbar war. Nach der verlustreichen Zwölften Isonzoschlacht (24.–27. Oktober 1917) war die italienische Armee sowie die Karnische Gruppe (Zona Carnica) zum Rückzug aus Friaul bis in die venetische Tiefebene gezwungen. 

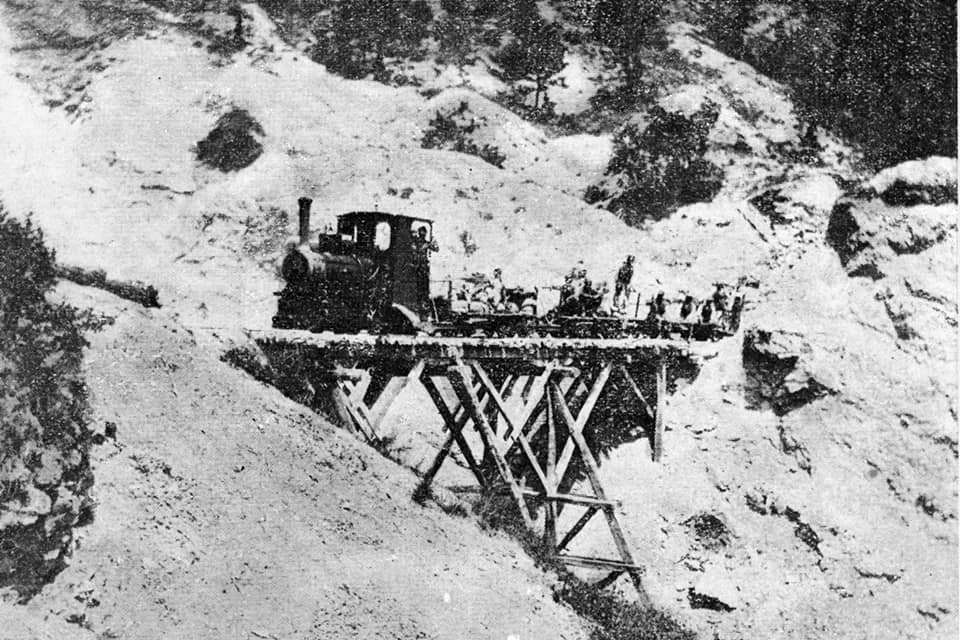
Waldbahn Quara–Febbio

Zusammen mit dem friaulischen Sägewerksbesitzer Umberto De Antoni gründete er die Firma Brunetti – De Antoni & Co und emigrierte in ein unwegsames, abzuholzendes Waldgebiet in der italienischen Provinz Reggio Emilia. Er verlegte und betrieb dort ab Februar 1917 die Waldbahn Quara–Febbio, um damit Brennholz, das in den Wäldern an den Hängen des Monte Cusna geschlagen wurde, zu einer  Trift bei Gova zu transportieren.

### Zwischenkriegszeit
Nachdem die Brunettis Eigentümer des Waldes und der Promosio-Hütte geworden waren, war es ihr ständiges Ziel, beide in ein Mustergut umzuwandeln. Um den Wald sinnvoll nutzen zu können, waren rationelle Abholzungen und angemessene Bewirtschaftungs- und Wiederaufforstungsmaßnahmen erforderlich. Ein Teil der Einnahmen aus dem Wald musste in die Berghütte reinvestiert werden, wo es darum ging, die Bomben und Stacheldrahtzäune einzusammeln, die Steine aufzuschichten, die Erlen und Rhododendren zu fällen und im unteren Teil spezielle Kanäle zu bauen, um die Weiden zu kultivieren und das Wachstum von Gras zu ermöglichen, das die Viehhaltung auf der Alm zu erhöhen. Auch die Molkerei und die Hütten wurden renoviert und eine moderne Molkerei zur Milchverarbeitung eingebaut.